# Dealu (Harghita)
Dealu (en hongrois: Oroszhegy) est une commune roumaine du județ de Harghita, dans la région historique de Transylvanie. Elle est composée des sept villages suivants:
- Dealu, siège de la commune
- Fâncel (Székelyfancsal)
- Sâncrai (Székelyszentkirály)
- Tămașu (Székelyszenttamás)
- Tibod (Tibód)
- Ulcani (Ülke)
- Valea Rotundă (Uknyéd)

## Localisation
Dealu est située dans la partie sud-ouest du comté de Harghita, à l'est de la Transylvanie dans le Pays Sicule (région ethno-culturelle et linguistique), à 12 km de la ville d'Odorheiu Secuiesc et à 71 km de la ville de Miercurea Ciuc.

## Politique
| Période | Période  | Identité           | Étiquette | Qualité |
| ------- | -------- | ------------------ | --------- | ------- |
| 1996    | En cours | Elemér-Imre Bálint | UDMR      |         |

## Monuments et lieux touristiques
- L'église catholique (construite en 1766)[2]